# Trachyspina illamurta
Trachyspina illamurta là một loài nhện trong họ Trochanteriidae. Loài này phân bố ở Noordelijk Territorium.